# Duhovnîce, Ohtîrka
Duhovnîce (în ucraineană Духовниче) este un sat în comuna Lantrativka din raionul Ohtîrka, regiunea Sumî, Ucraina.

## Demografie
Componența lingvistică a localității Duhovnîce
     Ucraineană (100%)
Conform recensământului din 2001, toată populația localității Duhovnîce era vorbitoare de ucraineană (100%).